# Еміліано Альбін
Еміліано Альбін (ісп. Emiliano Albín; нар. 24 січня 1989, Канелонес) — уругвайський футболіст, півзахисник та захисник клубу «Ароука».

## Ігрова кар'єра
Альбін вихованець футбольної школи клубу «Пеньяроль», але в дитинстві і на юнацькому рівні встиг пограти за місцеві аматорські команди — «Артігас» і «Ліверпуль» (Канелонес).

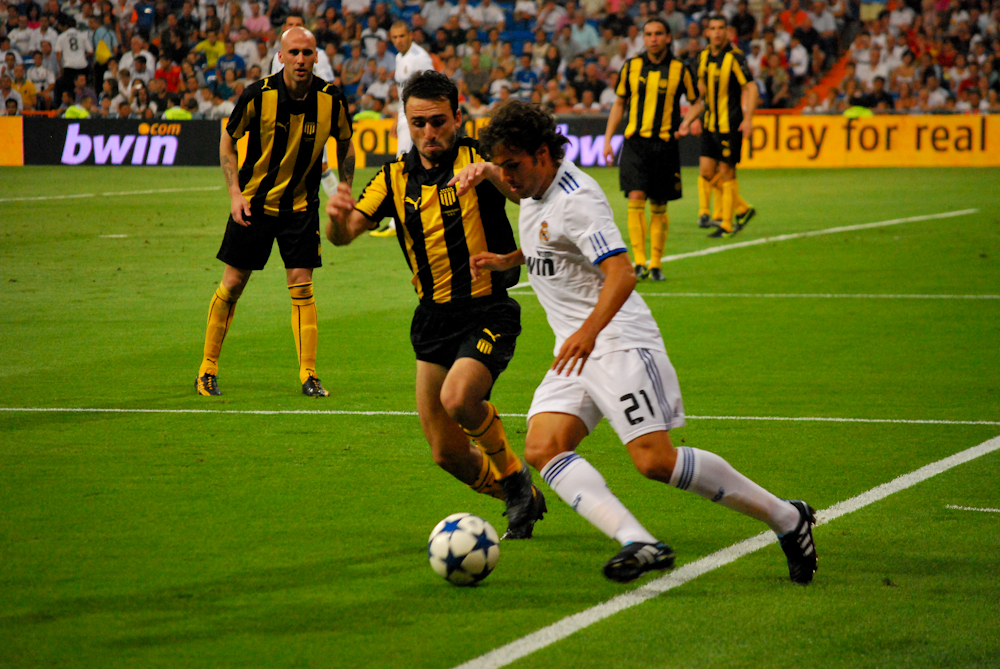
Еміліано Альбін (ліворуч) проти Педро Леона. 24 серпня 2010 року.

Після того, як Альбін вступив на Сільськогосподарський факультет в університеті Монтевідео в 2008 році, він став виступати за четвертий склад «Пеньяроля». У цій віковій категорії він став чемпіоном Уругваю.
В основному складі клубу Альбін дебютував вже в рамках чемпіонату сезону 2009/10 років в матчі проти «Монтевідео Вондерерс». У свій перший сезон він провів 16 матчів і став переможцем чемпіонату Уругваю.
У сезоні 2010/11 Альбін став уже гравцем основи. У розіграші Кубка Лібертадорес 2011 року, в якому «Пеньяроль» вперше за 24 роки дійшов до фіналу, Альбін став одним з ключових гравців в обороні команди, причому, з огляду на його позицію на фланзі оборони, він часто брав участь і в атакуючих діях команди, виступаючи як класичний латераль. Всього в тому турнірі він взяв участь в 11 матчах «карбонерос». 25 серпня 2011 року Еміліано Альбін забив перший у своїй професійній кар'єрі гол — в рамках чемпіонату Уругваю 2011/12 в ворота «Белья Вісти» (3:0).
Протягом сезону 2012/13 років на правах оренди захищав кольори аргентинського клубу «Бока Хуніорс», після чого повернувся в «Пеньяроль». Цього разу відіграв за команду з Монтевідео наступні два сезони своєї ігрової кар'єри, після чого покинув команду на правах вільного агента і тривалий час лишався без клубу.
На початку 2016 року підписав контракт з португальською «Ароукою». Відтоді встиг відіграти за клуб з Ароуки 5 матчів в національному чемпіонаті.

## Збірна
Альбін був капітаном молодіжної збірної Уругваю з гравців віком до 22 років, яка посіла третє місце на Панамериканських іграх 2011 року в Гвадалахарі.
В середині 2012 року Оскар Табарес, тренер національної збірної Уругваю, який очолив Олімпійську футбольну команду, включив Кампанію в заявку збірної на Олімпійських іграх 2012 року у Лондоні.

## Досягнення
- Чемпіон Уругваю: 2009—10
- Бронзовий призер Панамериканських ігор: 2011